# Рамат-Йоханан

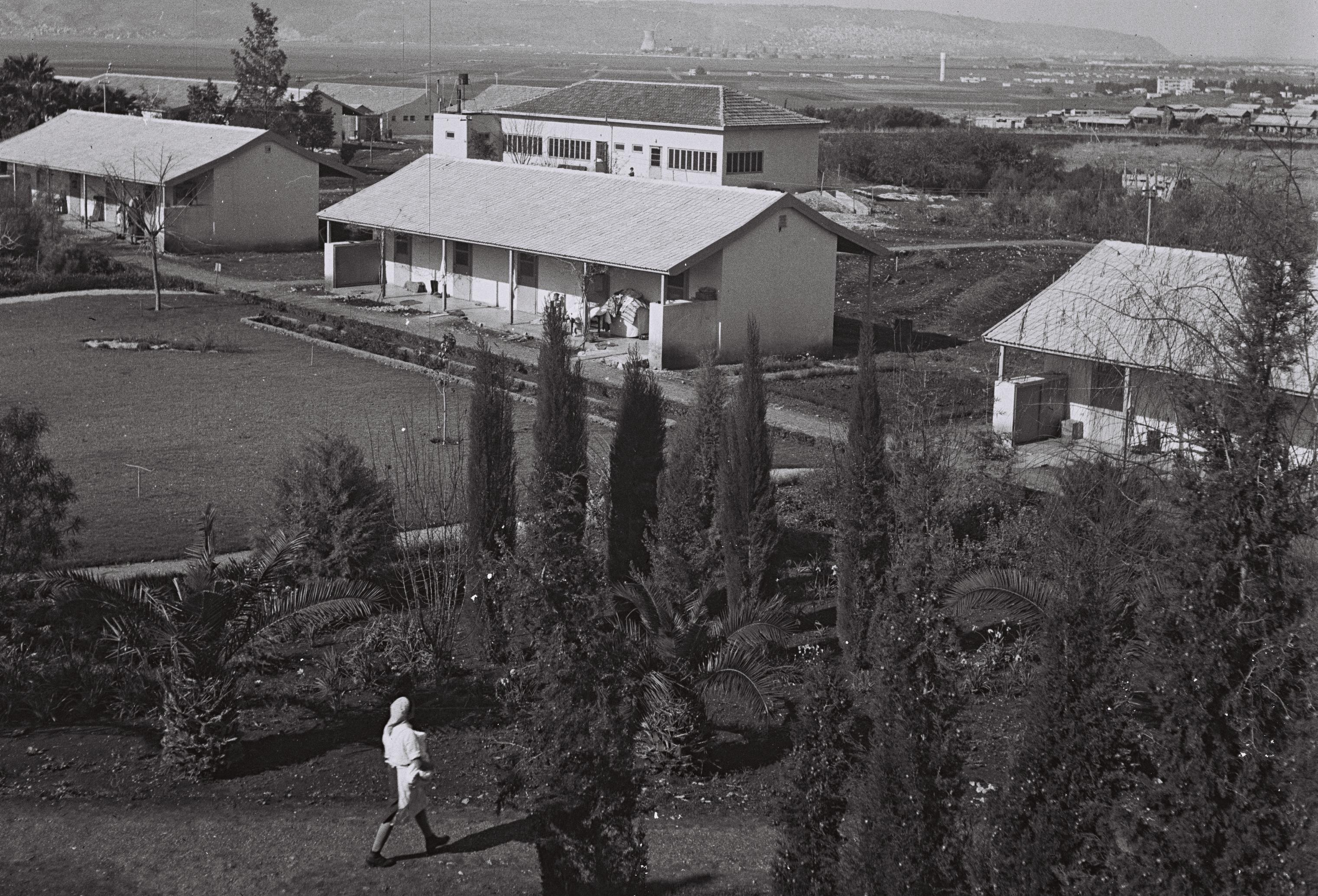
Рамат-Йоханан, 1944

Рамат-Йоханан (ивр. רָמַת יוֹחָנָן‎) — кибуц расположен на севере Израиля в долине Звулун, лежащей вдоль Хайфского залива и ограниченной горным хребтом Кармель, холмами Нижней Галилеи и Средиземным морем. В 2 км от кибуца находится город Кирьят-Ата, а в 20 км — портовый город Хайфа.
Кибуц основан в 1931 году. Назван в честь Яна Смэтса, премьер-министра ЮАР, поддерживавшего еврейское движение. Главная отрасль дохода — завод Пальрам, занимающийся производством пластиковых изделий. Помимо этого, у кибуца имеются собственные поля, на которых выращиваются мандарины, помело и авокадо. Также кибуц известен своим молодёжным ульпаном, в котором учатся и работают около 40 человек из разных стран мира (в основном США и Европы).

## Население

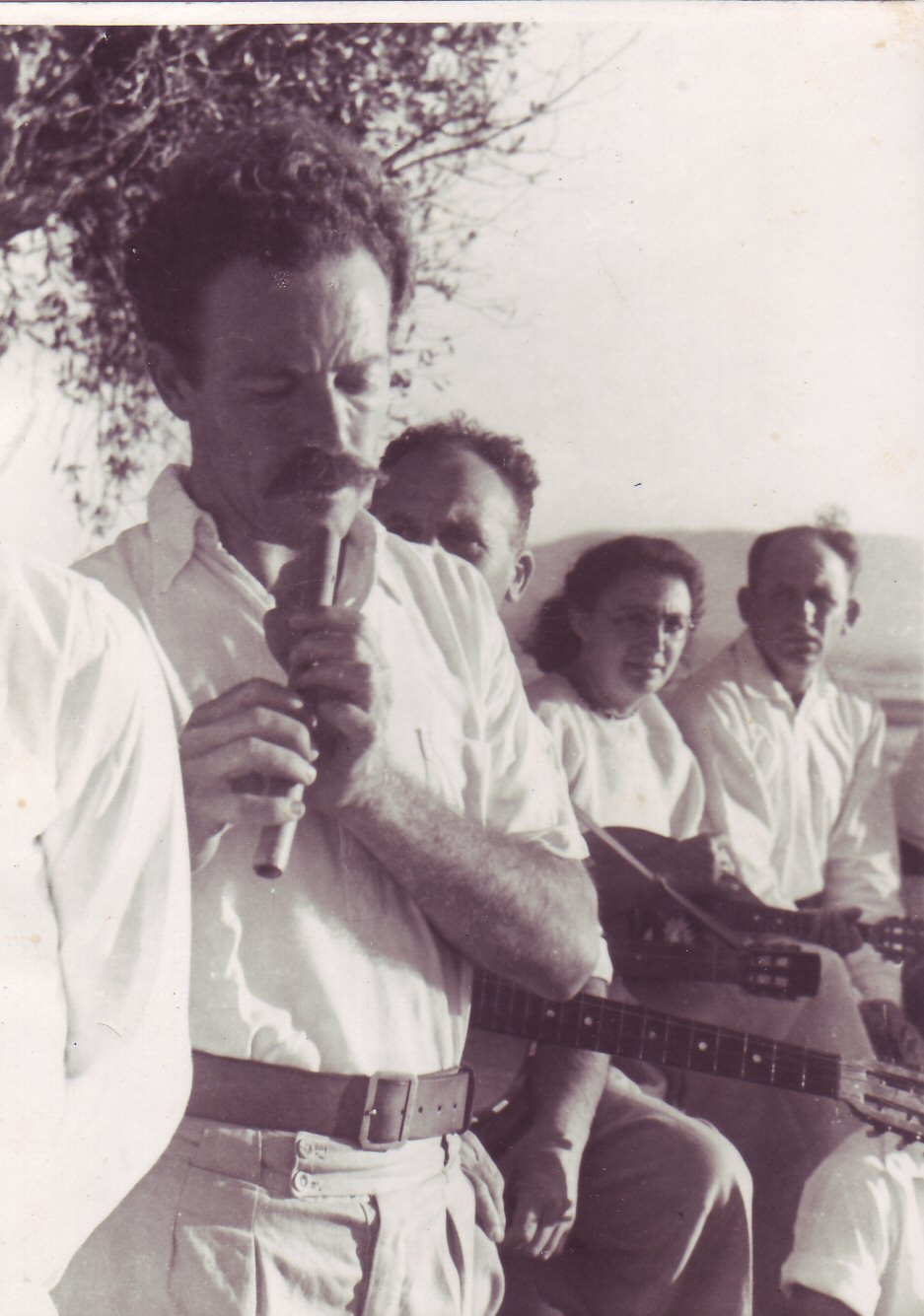
Гилель Раве с членами молодёжного движения Рамат-Йоханана

По данным Центрального статистического бюро Израиля, население на начало 2020 года составляло 1 012 человек.